# Швајцарски најамници
Швајцарски најамници (енгл. Swiss mercenaries), елитне најамничке пешадијске јединице регрутоване у кантонима Старе швајцарске конфедерације, које су представљале најбољу професионалну пешадију у средњој и западној Европи у периоду позног средњег века и Ренесансе (од краја 15. до средине 16. века). Одлично обучени, опремљени и дисциплиновани, наоружани хладним оружјем за блиску борбу и постројени у збијене колоне (каре), швајцарски копљаници доминирали су на европским бојиштима позног средњег века, од Бургундских ратова (1475-1477) до краја Италијанских ратова (1525).

## Историја

### Швајцарска народна војска
У доба јачања феудализма у Светом Римском Царству, неке заједнице слободних сељака (пастира) са заједничком земљом (испашом) у алпским долинама Швајцарске успеле су да очувају своју самоуправу све до краја 13. века, упркос притиску околних феудалаца. Године 1291. три планинске жупе - Швиц, Ури и Унтервалден - удружиле су се у Вечни савез ради одбране од суседних хабсбуршких грофова, поставивши тако темељ Швајцарске конфедерације, прве сељачке, демократске републике у Европи. Сва земља у конфедерацији припадала је слободним сељацима, сва власт окружним скупштинама (које су чиниле све главе породица) и изабраним старешинама, а војна обавеза била је општа, као код старих Германа, чији су се обичаји најдуже задржали у Алпима. Војна снага овог савеза била је веома значајна за оно време, пошто су сви способни мушкарци старији од 14 (или највише 16) година били војници: тако је сам округ Швиц имао око 4.000 људи способних за оружје. За разлику од ове мале сељачке републике, далеко веће и богатије суседне феудалне државе могле су да позову под оружје само витезове и најамнике, тако да су војске швајцарских непријатеља већином биле малобројније. Војска савезних кантона (око 3.000-4.000 пешака наоружаних тољагама и хелебардама) је 15, августа 1315. одбила напад аустријског војводе Леополда I Хабзбуршког у бици код Моргартена. Аустријска војска (око 2.000-3.000 витезова и најамника) је дочекана у заседи у планинским пролазима и засута балванима и камењем, а затим нападнута са свих страна и већином уништена, пошто Швајцарци нису узимали заробљенике. Године 1318. Хабзбурговци су закључили примирје са Швајцарцима, признавши им независност, а до 1353. савезу је приступило још 5 градских округа (Луцерн, Цирих, Цуг, Гларус и Берн). Назив Швајцарска Конфедерација усвојен је 1386. године. Нови градски окрузи су у дотадашње дивље и разбојничко ратоводство планинских пастира, које се није много разликовало од прагерманског, унели нешто више система, организације, технике и вештине, али га нису хуманизовали. У феудалним сукобима, витезови и најамници су штедели своје противнике, како би их пустили уз откуп. Са друге стране, Швајцарцима је било забрањено да узимају заробљенике, а сви заробљени непријатељи убијани су без милости. У бици код Лаупена (1339) први пут се видела сарадња између грађана и сељака: када је град Берн нападнут од околних феудалаца и хабзбуршког града Фрајбурга, у помоћ му је дошло око 1.000 сељака из Швица, Урија и Унтервалдена. Док су грађани Берна - формирани у правоугаону фалангу од 50 бораца по фронту и исто толико по дубини - потукли пешадију из Фрајбурга, горштаци, збијени у облику јежа су одолевали налетима бројно надмоћнијих витезова све док их нису избавили Берњани ударом непријатељу у леђа.

### Бургундски ратови
У бургундским ратовима (1474-1477), суочила се најбоље наоружана и најбоље организована европска војска оног времена (бургундске ордонанс компаније) са пешадијом швајцарских кантона у биткама код Грансона, Муртена и Нансија. Противно свим очекивањима, војска Бургундије, која је имала најбољу тешку коњицу и најбољу артиљерију у западној Европи, показала се потпуно немоћном против швајцарских сељака,  без оклопа и без коњице, постројених у копљаничке каре, које би у свим биткама најпре са лакоћом одбиле јурише оклопљених витезова, а затим, не кварећи поредак, жестоким јуришем прегазиле артиљерију и стрелце који су их подржавали. Сам бургундски војвода Карло Смели, који није схватао да су порази његове војске резултат стварног односа снага - надмоћи дисциплиноване швајцарске пешадије над његовом коњицом - погинуо је код Нансија.

### Швајцарци као најбоља пешадија у Европи
Неочекивана победа швајцарских пешака над бургундским витезовима означава почетак доминације пешадије на европским бојиштима од краја 15. века. По узору на Швајцарце, суседне државе (Француска, Италија и Немачка) покушале су да створе сопствену пешадију, али само у Немачкој је то и успело. Хабсбуршки цар Максимилијан је по узору на Швајцарце формирао професионалну најамничку пешадију - ландскнехте, који су се у италијанским ратовима показали равним Швајцарцима. Са друге стране, пешадијске јединице створене у Француској и Италији подлегле су пред Швајцарцима и ландскнехтима готово без отпора. Стога су од почетка 16. века италијански владари и француски краљеви као пешадију користили искључиво швајцарске најамнике. При томе, за разлику од других најамничких дружина оног времена, које су биле прикупљане по потреби, састављене од пробисвета, криминалаца и авантуриста, недисциплиноване и непоуздане, одреде швајцарских најамника формирале су саме власти у кантонима од добровољаца из швајцарске народне војске и издавале их у службу страним владарима на основу званичних уговора. Уговори су прецизно регулисали трајање службе и висину плате, а власти кантона су гарантовале за верност и поузданост својих ратника, под условом да су послодавци уредно испуњавали обавезе у погледу плаћања. Швајцарска пешадија остала је непобеђена на бојном пољу све до битке код Бикоке (1522). Швајцарци су сломљени неочекиваном ватром артиљерије и пешадије наоружане аркебузама, па разбијени противударом. До тог времена било је мало битака у којима се ватрена моћ аркебуза и артиљерије тако јасно испољила. Био је то први пораз швајцарске пешадије, која је битку решавала јуришем копљаника постројених у пуну кару, после двовековних победа. После ове битке, европске пешадијске јединице убрзано се наоружавају ручним ватреним оружјем - аркебузама (од 1/3 до 1/2 бораца у пешадији), док копљаници уместо офанзивне преузимају дефанзивну улогу.